# VAT-01
El VAT-01 fue el primer vehículo de asalto y transporte desarrollado en Colombia en 1936. El vehículo no pasó de ser un prototipo y sirvió para instruccíon en la escuela de caballería de la compañía Santander.

## Detalles técnicos

### Chasis
El vehículo está montado sobre un chasis de un camión Ford Duty modelo 1929, se le instaló un motor Skoda en la parte posterior y una transmisión Belarús de 3 velocidades. La carrocería fue diseñada por el personal de alférez de la escuela militar, los cuales adaptaron varios subsistemas, haciéndolo parecer más un automóvil fuertemente blindado que un cazacarros, sobreponiéndole a su estructura básica con placas de acero templado remachadas a su cabinaje original.

### Armamento
La torreta, fue importada de Francia, a la cual le fue instalado un cañón Oerlikon de 30 mm de calibre. El VAT-01 sirvió para instruir a los cadetes en la escuela militar.

## Estado
Hasta 1946 sería usado como vehículo de instrucción de la caballería, tras lo cual fue sustituido por una de las unidades de los 42 M-3 Stuart importados de los excedentes de guerra de Estados Unidos.
Actualmente se encuentra en el Museo Militar en Bogotá, como pieza de exhibición de la industria militar colombiana.